# Mest av allt av mina bästa Vol. 1
Mest av allt av mina bästa Vol. 1 är ett studioalbum från 2002 av det svenska dansbandet Ove Pilebos.

## Låtlista
1. Mest av allt (Stefan Kardebratt)
2. När stjärnorna tändas (S.Eriksson-K.Almgren)
3. Jag ber om ursäkt (Canon-Shelton-Cyrus-P.Hermansson)
4. Rock'n roll baby (L.Holm-G.Lengstrand)
5. En doft av kärlek (Gunnarsson-Lord)
6. Du är solen i mitt liv (L.Holm-G.Lengstrand)
7. Rosalie (K.Larsson-G.Olsson)
8. Alltid på väg (Murray-Calander-Albert)
9. Adjö nu min vän (L.Lindbom)
10. Som havets nakna vind (L.Clerwall)
11. Vem går med dig hem (P.Hermansson-J-E.Knudsen)
12. Ingen tänder glöden (T.Haglund-G.Lomaeus-M.Höglund-H.Rosen)
13. Stanna kvar (S.Kardebratt)
14. Valentino (L.Holm-G.Lengstrand)
15. Så lever jag livet (Gunnarsson-Lord)
16. En natt som denna (Rose-Marie Andre-Johnny Steen)
17. Vraje grej i vårt hus (Darin-G.Lengstrand)
18. En djungelrock (Mizell-Bobo-G.Lengstrand)
19. Om jag säger att jag älskar din kropp (David Bellamy-Britt Lindeborg)
20. Lady Banana (Kluger-Vangarde-G.Lengstrand)